# Ordre de la République (Soudan)
L' Ordre de la République ( arabe : وسام الجمهورية (wisām al-jumhūriyya)     ) est une décoration d'État du Soudan créée le 16 novembre 1961 décernée aux Soudanais et aux étrangers qui ont apporté une contribution  au gouvernement. L'ordre comporte 5 classes et est la plus haute distinction soudanaise. L'ordre comporte deux catégories : celle de Gouverneur général avec la béliaire du rhinocéros et lcelle question de la République démocratique du Soudan avec   l'emblème de la République ( Secretarybird ).
Un délai d'au moins trois ans à compter de la date de leur attribution est nécessaire avant de réattribuer des décorations et des médailles, ou de passer d'une classe à une classe supérieure . Ce délai est ramené à un an pour les salariés s'ils partent à la retraite. Les ordres et médailles restent la propriété du lauréat et de ses ayants droit  sans avoir le droit de le porter. Il est permis, par ordre du Président de la République, de dépouiller le porteur d'un collier, d'une écharpe, d'une médaille, d'un médaillon, d'un manteau d'honneur ou d'une ceinture s'il commet un acte déshonorant ou incompatible avec la loyauté envers l'État.

## Classes

### Classe I
Il se compose d'un ruban de soie violet , divisé longitudinalement par sept bandes vert clair, et se termine par une médaille composée de trois surfaces dont la première est en émail blanc avec l'inscription République démocratique du Soudan en bleu foncé et entouré des couleurs du drapeau de la République. La deuxième et la troisième sont en métal platine avec des motifs en émail jaune sur les bords de la deuxième surface. La médaille est suspendue au centre d' un cercle doré, un dessin de l'emblème de la République démocratique du Soudan. La ceinture est suivie d'un médaillon porté sur la poitrine du côté gauche .

### Classe II
Il se compose d'un collier en tissu de soie, de la même couleur que l'écharpe. Il se porte autour du cou, et un médaillon semblable au médaillon de la classe I y est suspendu, suivi d'un (médaillon) porté sur la poitrine du côté gauche, semblable au médaillon de l'écharpe.

### Classe III
Il se compose d'un collier d'étoffe de soie semblable au collier de la deuxième classe, porté autour du cou, et d'une médaille semblable à la médaille de la deuxième classe.

### Classe IV
Il se compose d'une médaille portée sur la poitrine du côté gauche. La médaille est suspendue à un cercle doré au milieu, qui est un dessin de l'emblème de la République démocratique du Soudan (secrétaire). Ce cercle est attaché à un ruban de soie ondulé de la même couleur que le ruban de la médaille de troisième classe. La classe IV se compose de seulement deux surfaces, dont la première est en émail blanc avec l'inscription (République démocratique du Soudan) en bleu foncé et entourée des couleurs du drapeau de la République démocratique du Soudan. La seconde est en métal platine dont les bords sont décorés de petits cercles d'émail jaune.

### Classe V
Il consiste en une médaille portée sur la poitrine du côté gauche  suspendue au centre d'un cercle doré, un dessin de l'emblème de la République démocratique du Soudan (secrétaire). Ce cercle est enserré sur un ruban de soie de la même couleur que le ruban de la classe IV. La décoration se compose de deux surfaces identiques, la première en émail blanc sur lequel est inscrit République démocratique du Soudan en bleu foncé et entouré des couleurs du drapeau de la République, et la seconde de métal platine . Il diffère de l'Ordre de la quatrième classe en ce que ses bords ne sont pas décorés de cercles d'émail jaune.

## Récipiendaires notables
- 1970 : Hailé Sélassié [5],[6]
- 1975 : Andrew W.Riang Wieu [7]
- 1979 : Ismail al-Haj Mousa [7]
- 1993 : El-Nazeer Dafalla [8]
- 2013 : Ahmad ben Abdallah Al Mahmoud [9]
- 2013 : Gamal Al-Wali (ar) [10]
- 2014 : Sadiq al-Mahdi [11],[12],[13]
- 2014 : Mohammed Uthman al-Mirghani al-Khatim [12],[11]
- 2017 : Zhang Gaoli [14]
- 2018 : Riek Machar [15]
- 2021 : Chris Coon [16]
- Amin Abusineina [7]
- Peter Gatkuoth Gual [7]
- Izzeddine Hamid [7]
- Kamil Mohamed Saïd [7]
- Mohamad Sayid al-Shaar [7]
- Ahmad Abdulham [7]
- Omer Youssif Birido
- Sayed Abdallahi El Hassan